# Cylloceria alvaradoi
Cylloceria alvaradoi là một loài tò vò trong họ Ichneumonidae.